# Grotta Rotolo
La grotta Grave Rotolo – Abisso Donato Boscia è la grotta più profonda della Puglia. Si sviluppa lungo il canale di Pirro, una dolina di circa 1200 metri che tocca le città di Fasano, Castellana Grotte, Locorotondo, Alberobello, Putignano, Monopoli e allo stato attuale delle esplorazioni, raggiunge una profondità di -324 m. È una delle due uniche grotte pugliesi che permette un accesso diretto alla falda acquifera.

## Scoperta
Nel mese di maggio del 2012, gli speleologi del GASP (Gruppo Archeologico Speleologico Pugliese) hanno avviato la disostruzione di un vecchio inghiottitoio sito nella masseria Rotolo lungo il canale di Pirro, a sei chilometri dalle grotte di Castellana, nel territorio comunale di Monopoli, in località Cavallerizza, in prossimità del confine con Alberobello.
La grotta era censita come inghiottitoio chiuso (fossile) e non era mai stata esplorata prima del 2012, poiché si riteneva essere un semplice sprofondamento di circa un metro e mezzo, chiuso da massi.
Dopo mesi di scavi per svuotare il cumulo di pietre che ne ostruivano l’ingresso, il 27 settembre 2012 gli speleologi del GASP hanno superato lo strato di depositi alluvionali e conquistato l’ingresso della grave, che sin da subito è apparsa come una grotta attiva, con acque attive di scorrimento.
La prima parte della grotta è un pozzo che è stato intitolato “Pozzo SS. Medici” in onore dei Santi Medici Cosma e Damiano, la cui festa ricorre nel giorno della scoperta della grave. Segue il “Pozzo GASP!” profondo oltre 60 m, caratterizzato da roccia bianchissima e da lì inizia un susseguirsi di cavità carsiche, di gallerie, condotte e rami, laghetti, che sono stati scoperti nelle successive esplorazioni della grave. 
L’abisso è caratterizzato da saloni ricchi di concrezioni e di fossili di molluschi chiamati “rudiste”, un fiumiciattolo attivo e una galleria con sculture naturali di alabastro.
Nel 2014 la grave è stata esplorata fino alla profondità attuale, con un’immersione speleosubacquea nel lago terminale dell’Abisso Rotolo-Donato Boscia, chiamato Pozzo dei Veneti, fino alla profondità di 60 metri, dove lo speleosub bresciano Luca Pedrali ha raggiunto una galleria apparentemente priva di prosecuzioni. L’Abisso Rotolo è diventato così la grotta più profonda della regione.
Pertanto ad oggi, la Grotta Rotolo raggiunge una profondità di -324 m di cui 60 metri relativi alla parte sommersa, allagata (chiamato il Pozzo dei Veneti) che si sviluppa sotto il livello del mare.
Esplorazioni successive hanno aggiunto ulteriori sezioni al mosaico sotterraneo e la pandemia non ha fermato le scoperte: l’ultima risale al 12 dicembre 2020, quando speleologi del Gruppo Archeo-Speleologico Pugliese (GASP) del CAI Gioia del Colle e del GSM di Martina Franca durante l'esplorazione del “ramo Castellaneta” hanno scoperto il “pozzo Covid-19” di circa 25 m, che costituisce il collegamento tra il “ramo Castellaneta” e il “Pozzo dei veneti”.
La grotta attualmente fa parte di un progetto di ricerca molto ampio, finanziato dalla Regione Puglia, per il monitoraggio delle acque di falda, considerando che sono solo due le grotte in Puglia che permettono di raggiungere direttamente la falda acquifera profonda: Grotta Rotolo a Monopoli e vora Bosco, un inghiottitoio ubicato nei pressi di Noha, frazione di Galatina, nel Salento leccese.